# Jiro Horikoshi
Jiro Horikoshi Horikoshi Jirō (堀越 二郎), Fujioka, 22 de junho de 1903 - Tóquio, 11 de janeiro de 1982) foi o engenheiro-chefe de muitos projetos de caças japoneses da Segunda Guerra Mundial, incluindo o caça Mitsubishi A6M Zero.

## Biografia
Jiro Horikoshi nasceu perto da cidade de Fujioka, província de Gunma, Japão, em 1903. Horikoshi se formou no recém-criado Laboratório de Aviação (Kōkū Kenkyūjo) do Departamento de Engenharia da Universidade de Tóquio,  e iniciou sua carreira na Mitsubishi Internal Combustion Engine Company Limited, que mais tarde se tornou Mitsubishi Heavy Industries, Nagoya Aircraft Manufacturing Plant.

### Carreira na engenharia

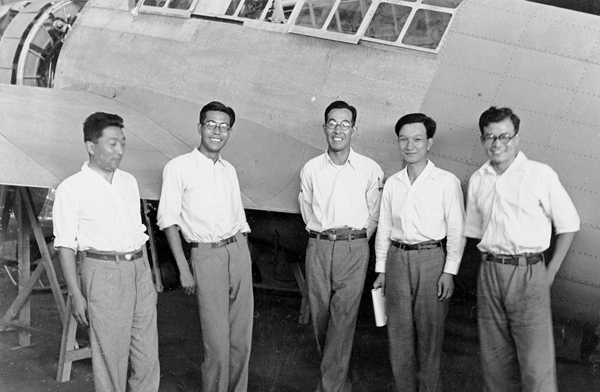
Horikoshi (centro) e membros da equipe de design A6M1, Mitsubishi Heavy Industries (julho de 1937)

Um dos primeiros trabalhos de Jiro Horikoshi foi o falho Mitsubishi 1MF10, uma aeronave experimental que nunca passou da fase de protótipo após alguns testes de voo. No entanto, as lições aprendidas com este projeto levaram ao desenvolvimento do muito mais bem-sucedido Mitsubishi A5M (codinome aliado "Claude"), que entrou em produção em massa em 1936.
Em 1937, Horikoshi e sua equipe na Mitsubishi foram convidados a projetar o Protótipo 12 (correspondente ao 12º ano da era Shōwa). O Protótipo 12 foi concluído em julho de 1940 e foi aceito pela Marinha Imperial Japonesa. Como 1940 era o ano japonês 2600, o novo caça foi nomeado como "Modelo 00", "Zero" ou A6M Zero, no Japão também conhecido como "Rei-sen"). Posteriormente, ele esteve envolvido no projeto de muitos outros caças fabricados pela Mitsubishi, incluindo o Mitsubishi J2M Raiden ("Raio") e o Mitsubishi A7M Reppu ("Forte vendaval").

## Segunda Guerra Mundial

### Pearl Harbor
Apesar dos laços estreitos da Mitsubishi com o establishment militar japonês e da sua participação direta na preparação da nação para a Segunda Guerra Mundial, Horikoshi opôs-se fortemente ao que considerava uma guerra fútil. Trechos de seu diário pessoal durante o último ano da guerra foram publicados em 1956 e deixaram clara sua posição:
Quando acordamos na manhã de 8 de dezembro de 1941, nos encontramos — sem qualquer conhecimento prévio — envolvidos em uma guerra... Desde então, a maioria de nós que realmente compreendeu a incrível força industrial dos Estados Unidos nunca acreditou realmente que o Japão venceria esta guerra. Estávamos convencidos de que certamente o nosso governo tinha em mente algumas medidas diplomáticas que poriam fim ao conflito antes que a situação se tornasse catastrófica para o Japão. Mas agora, privados de qualquer movimento forte do governo para procurar uma saída diplomática, estamos a ser levados à ruína. O Japão está sendo destruído. Não posso fazer outra coisa senão culpar a hierarquia militar e os políticos cegos no poder por arrastarem o Japão para este caldeirão infernal de derrota.:401–2

### Terremoto
Em 7 de dezembro de 1944, um poderoso terremoto na região de Tokai forçou a Mitsubishi a interromper a produção de aeronaves em sua fábrica em Ohimachi, Nagoya. Um ataque aéreo feito por B-29 na Mitsubishi Engine Works em Daiko-cho [jp], Nagoya, uma semana depois, causou grandes danos às obras e um grave revés na produção. Horikoshi, que esteve em uma conferência em Tóquio com oficiais da Marinha Imperial para discutir o novo caça Reppu, retornou a Nagoya no dia 17, a tempo de vivenciar outro ataque aéreo às fábricas da Mitsubishi no dia seguinte. Como resultado do ataque aéreo, a empresa evacuou suas máquinas e engenheiros para os subúrbios do leste de Nagoya. Horikoshi e o Departamento de Engenharia foram realojados em um prédio escolar que havia sido requisitado.

### Doença

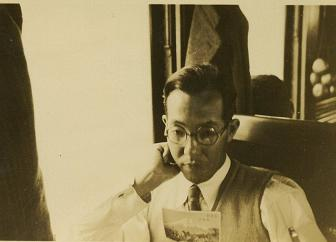
Horikoshi (outubro de 1938)

Exausto e sobrecarregado, Horikoshi adoeceu com pleurisia em 25 de dezembro e permaneceu acamado até o início de abril. Durante esse período, ele registrou em detalhes os horrores dos crescentes ataques aéreos a Tóquio e Nagoya, incluindo o devastador ataque incendiário da Operação Meetinghouse Tokyo de 9 a 10 de março. Um ataque aéreo maciço a Nagoya na noite seguinte, com B-29 lançando "dezenas de milhares de bombas incendiárias", destruiu a maior parte da cidade, em grande parte de madeira. Em 12 de março, Horikoshi enviou a maior parte de sua família, incluindo sua mãe idosa, filhos e cunhado, para sua aldeia natal, perto de Takasaki, para se proteger dos bombardeios, embora sua esposa permanecesse com ele em Nagoya. :397–402

Embora muito enfraquecido pela longa doença, Horikoshi voltou a trabalhar na Mitsubishi em maio. Ele foi designado para a Obra nº 1 da empresa, localizada em Matsumoto, na província de Nagano. Enquanto estava no trem para Matsumoto, ele testemunhou a verdadeira escala do impacto da guerra em Nagoya:
Pela primeira vez, vi realmente os efeitos dos ataques incendiários em Nagoya. A cidade é um terreno baldio, carbonizado e indescritivelmente desolado. Minha antiga fábrica é um naufrágio fantasmagórico com nervuras de aço, destruído por bombas e destruído pelas equipes de dispersão. É difícil acreditar que tudo isso seja verdade. Eu sabia que logo estaria bem. Estranhamente, porém, eu tinha pouca vontade de voltar ao trabalho. A impressão da cidade destruída e das fábricas destruídas não me deixará.:401–2
Ainda muito fraco, Horikoshi foi mandado para casa para descansar depois de apenas uma semana de volta ao trabalho. Retornou à sua cidade natal, onde se reuniu com a família e descansou durante todo o mês de julho. Em seu diário, ele registrou como eles ainda podiam ouvir explosões distantes enquanto os Aliados bombardeavam as proximidades de Takasaki e Maebashi. Durante os meses finais da guerra, Horikoshi registrou a queda do Japão no caos e na exaustão. Embora tenha regressado ao trabalho na fábrica de Matsumoto a 22 de Julho, uma vez que Matsumoto tinha sido poupado dos ataques aéreos, encontrou a força de trabalho desmoralizada e as operações um caos como resultado das evacuações de emergência que espalharam funcionários e oficinas por todo o país. A maioria dos funcionários restantes da Mitsubishi abandonou todos os esforços para trabalhar no início de agosto e preparou-se para a derrota e rendição do Japão, que ocorreu em 15 de agosto, seis dias após o bombardeio atômico de Nagasaki. :403–6

## Pós-guerra
Após a guerra, Horikoshi participou do projeto do YS-11 com Hidemasa Kimura. Posteriormente, ele deixou a Mitsubishi e lecionou em instituições de ensino e pesquisa. De 1963 a 1965, foi professor no Instituto de Espaço e Aeronáutica da Universidade de Tóquio e, posteriormente, professor na Academia de Defesa Nacional de 1965 a 1969. Entre 1972 e 1973, foi professor da Faculdade de Engenharia da Universidade Nihon. 
Em 1956, Horikoshi colaborou em um livro sobre o Zero com Okumiya Masatake, um general da JASDF e ex-comandante da Marinha Imperial que liderou esquadrões de caça Zero durante a guerra. O livro foi publicado nos EUA em 1956 como Zero: The Story of Japan's Air War in the Pacific. 
Em semi-aposentadoria no início da década de 1970, ele atuou como consultor da sociedade de construtores de aeronaves japonesas e continuou a receber cartas de entusiastas de aeronaves de todo o mundo. Em uma viagem a Nova York, ele viajou para Long Island e se hospedou no Garden City Hotel, onde Charles Lindbergh passou a noite anterior ao seu voo solo transatlântico em 1927. 
Na lista de honras do outono de 1973, Horikoshi foi condecorado com a Ordem do Sol Nascente, Terceira Classe, por suas realizações. Suas memórias sobre o desenvolvimento do Zero foram publicadas no Japão em 1970 e traduzidas pela University of Washington Press como Eagles of Mitsubishi: The Story of the Zero Fighter, que foi publicado em inglês em 1981. 
Horikoshi morreu de pneumonia em um hospital de Tóquio em 11 de janeiro de 1982, aos 78 anos.  Seu obituário foi coberto em vários jornais importantes de todo o mundo.  Ele foi promovido postumamente ao quarto posto na ordem de precedência. Ele deixou cinco filhos, nenhum dos quais seguiu carreira em design ou engenharia de aeronaves. 

## Na cultura popular
Horikoshi é o tema de Kaze Tachinu, um filme de animação biográfico ficcional de Hayao Miyazaki, lançado em 2013, no qual sua voz foi fornecida por Hideaki Anno (e Joseph Gordon-Levitt na dublagem inglesa).  Em particular, embora o filme siga a progressão dos projetos de suas aeronaves, os detalhes de sua vida pessoal são em sua maioria fictícios (por exemplo, ele tinha um irmão mais velho, não uma irmã mais nova).  Esses elementos adicionais do enredo foram adaptados por Miyazaki do romance de 1937 de Hori Tatsuo, The Wind Has Risen. 

## Honras
- Império do Japão:
  -  Ordem do Sol Nascente, 3ª classe (1973)